# Charles de Valois
Pour les articles homonymes, voir Charles de Valois (homonymie), Charles de France et Charles d'Anjou.
Charles de France, comte de Valois, ou Charles de Valois, dit « le Défenseur de l'Église », né à Vincennes le 12 mars 1270, et mort au Perray — aujourd'hui Le Perray-en-Yvelines — le 16 décembre 1325, est le quatrième fils du roi Philippe le Hardi et d'Isabelle d'Aragon. Il est le fondateur de la maison de Valois.
Il eut en apanage les comtés de Valois, d'Alençon et du Perche, fut roi titulaire d'Aragon (1284-1295), devint en 1290 comte d'Anjou et du Maine, par son mariage avec Marguerite, fille aînée de Charles II d'Anjou, roi de Naples ; par un deuxième mariage, contracté avec l'héritière de Baudouin II de Courtenay, dernier empereur latin de Constantinople, il avait aussi des prétentions sur ce trône.
Petit-fils de Saint Louis, Charles de Valois est fils, frère, beau-frère et gendre de rois ou de reines (de France, de Navarre, d'Angleterre et de Naples), en attendant d'être de surcroît, après sa mort, père du roi Philippe VI, donnant ainsi naissance à la lignée des Valois.

## Enfance et famille

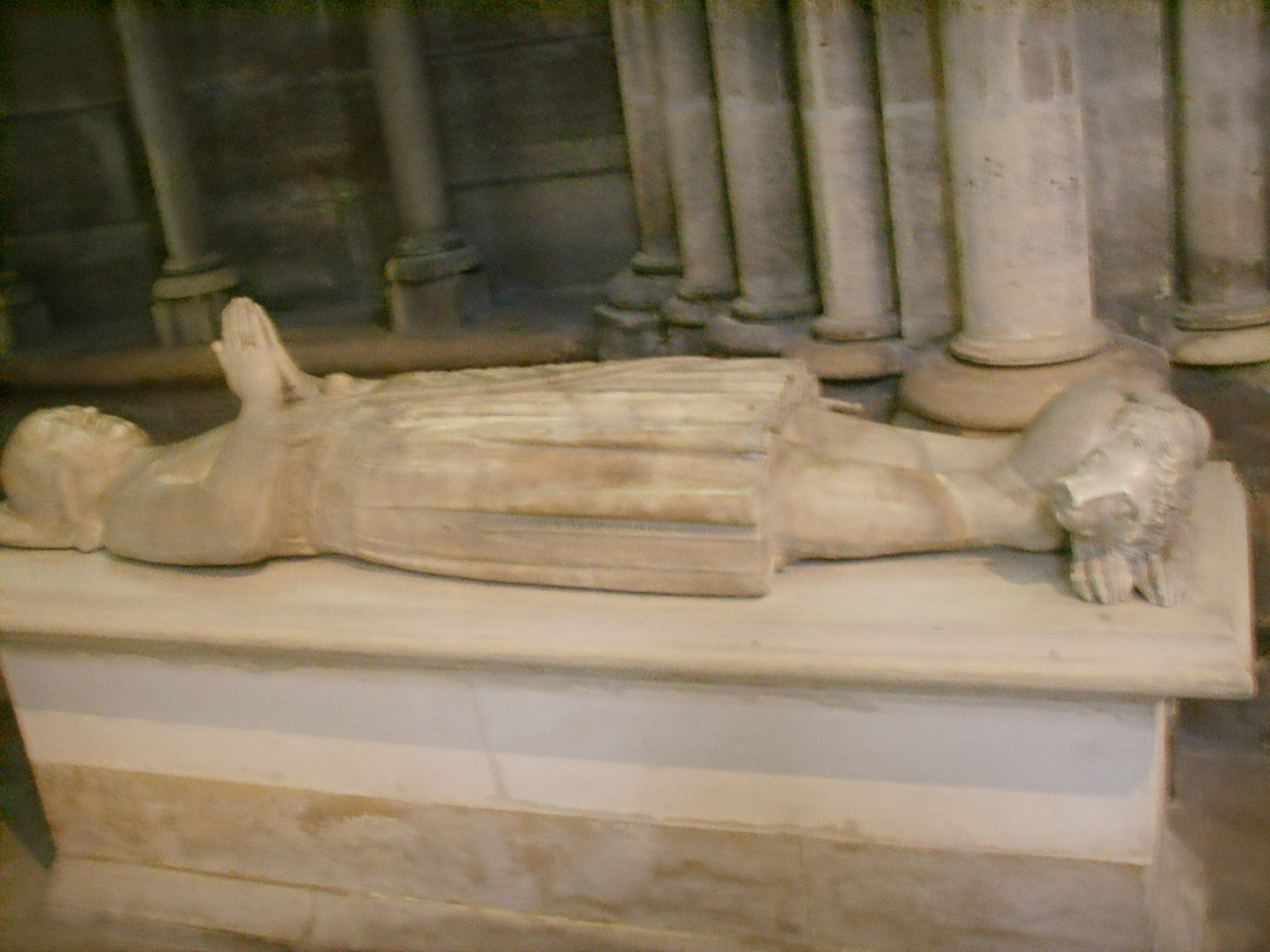
Gisant de Charles de Valois à la basilique de Saint-Denis, France.

Charles est le quatrième fils de Philippe III, lui-même fils du roi Louis IX, et d'Isabelle d'Aragon. Ses trois frères aînés sont les princes Louis, Philippe (né en 1268) et Robert (né en 1269).
Lorsqu'il vient au monde au début du printemps 1270, son père accompagne son grand-père le roi Louis IX à la huitième croisade. Quelques mois plus tard, en août 1270, le roi meurt devant Tunis, laissant le trône à Philippe III qui rentre en France. Mais sur le chemin du retour, sa mère, la reine Isabelle d'Aragon, meurt en janvier 1271 des suites d'une chute de cheval, laissant Charles et ses frères orphelins.
L'enfance de Charles est très mal connue. Son aîné Louis meurt en 1276, faisant de son frère Philippe l'héritier du trône. Son autre frère Robert décède à la même époque. Entretemps, Philippe III s'est remarié avec Marie de Brabant, avec laquelle il a trois enfants : Louis, futur comte d'Évreux, Marguerite qui épouse Édouard Ier d'Angleterre, et Blanche qui s'unit au duc d'Autriche Rodolphe III.

### Roi d'Aragon
Le 30 mars 1282 se déroulent à Palerme les Vêpres siciliennes. Mécontents de leur roi Charles d'Anjou, oncle de Philippe III de France, les Siciliens massacrent ses troupes et le chassent du pouvoir. Peu après, ils offrent la couronne au roi Pierre III d'Aragon, débarqué à Palerme à la tête d'une flotte aragono-catalane. Par mariage, Pierre III est lié aux Hohenstaufen, anciens rois de Sicile et ennemis jurés de la papauté. Son armée chasse ensuite de l'île l'armée fidèle à Charles d'Anjou, lequel se réfugie à Naples dans la partie continentale de son royaume.
Furieux et inquiet de cette intrusion aragonaise en Italie, le pape Martin IV excommunie Pierre III et lui confisque sa Couronne d'Aragon. Le pape prépare par la suite avec le roi de France une croisade anti-aragonaise. Reste à trouver un nouveau souverain pour ce royaume. Leur choix se porte sur le jeune Charles de Valois, fils d'Isabelle d'Aragon, sœur de Pierre III (Charles épousera par ailleurs en 1290 Marguerite, petite-fille de Charles d'Anjou, afin de renforcer sa position en Sicile).
En février 1284, une assemblée réunie à Paris proclame Charles, à quatorze ans, roi d'Aragon sous l'autorité du Saint-Siège, la première de ces couronnes imaginaires qui allaient jalonner son existence. Le 4 mars 1285, Philippe III prend l'étendard à Saint-Denis et lance l'expédition contre l'Aragon. Charles l'accompagne. En juin, ils pénètrent dans le royaume, et c'est au château de Llers que Charles est couronné roi par le cardinal légat. Cependant, celui-ci n'ayant aucune couronne à disposition, il doit se contenter de le sacrer avec son chapeau cardinalice, ce qui lui valut le sobriquet de « roi du chapeau ». Cette croisade d'Aragon entreprise par son père tourne bien vite au désastre. La flotte française est détruite à la bataille des Formigues, tandis que la dysenterie décime la troupe. Au retour de la campagne, Philippe III meurt le 5 octobre 1285 à Perpignan. Son fils Philippe le Bel, frère aîné de Charles, devient le roi Philippe IV.
Par le traité d'Anagni, conclu le 12 juin 1295, la France renonce officiellement à la donation de la Couronne d'Aragon qu'avait faite le pape Martin IV à Charles de Valois.

## Sous Philippe le Bel

### Conseiller de son frère
En tant que seul frère germain du roi, Charles de Valois jouit d'une certaine influence au Conseil du roi de France. Toutefois, lui et les autres princes n'ont que peu de prise sur la volonté royale. Philippe le Bel se repose en effet surtout sur un groupe de conseillers issus de la petite noblesse ou de la bourgeoisie que l'on a regroupés sous le nom de légistes : Pierre Flote, Guillaume de Nogaret, Enguerrand de Marigny, Pierre de Latilly, etc..

### Premières armes: Hainaut et Guyenne
C'est en 1292 que le comte de Valois mène sa première expédition contre Jean d'Avesnes, comte de Hainaut, accusé de piller des églises confiées à la garde du roi. Charles rassemble une armée à Saint-Quentin qui suffit à effrayer le comte. Escorté par Charles, ce dernier vient se soumettre à Paris.
Un conflit éclate entre la France et l'Angleterre en 1294 : la Guerre de Guyenne. Charles de Valois est chargé d'envahir la Gascogne, alors fief du roi Édouard Ier d'Angleterre en tant que duc d'Aquitaine. Avec le connétable Raoul de Nesle, il prend Rions le 8 avril puis Saint-Sever, toutefois rapidement repris par les Anglais. Le conflit tournant à l'avantage des Français, il quitte le Sud-Ouest quelques semaines plus tard, laissant le commandement au comte de Foix.

### La première campagne de Flandre (1297)
En 1297, Philippe le Bel entre en guerre contre les Flamands qui se sont alliés à l'Angleterre. Charles rejoint l'ost royal à Compiègne le 6 juin, avant de mener avec le connétable de Nesle une percée vers Orchie qu'il prend sans difficulté. Le 23 juin, il retrouve son frère devant Lille. Le roi le charge alors de pousser jusqu'en Flandre occidentale. Il balaie une armée yproise sur la Lys le 16 juillet, prend Warneton et pille sauvagement les campagnes environnantes, provoquant la colère et même des représailles de la part des paysans flamands. Après un court retour à Lille, il repart vers le nord en compagnie de son cousin Robert d'Artois. Les deux hommes remportent la bataille de Furnes le 20 août.
Charles prend ensuite Courtrai puis rejoint son frère à Bruges, tandis qu'Édouard Ier a débarqué à Damme. Il s'empare de cette cité, mettant en fuite la flotte anglaise, mais Édouard s'est depuis longtemps installé à Gand. L'hiver approchant, aucune des armées n'est en mesure de progresser et une trêve est signée en octobre.
Philippe IV récompense très généreusement son frère pour ses faits d'armes. Il érige son comté d'Anjou en pairie et lui offre l'hôtel de Nesle à Paris, qui va devenir sa résidence favorite ainsi que le siège de son administration.

### La conquête de la Flandre (1300)

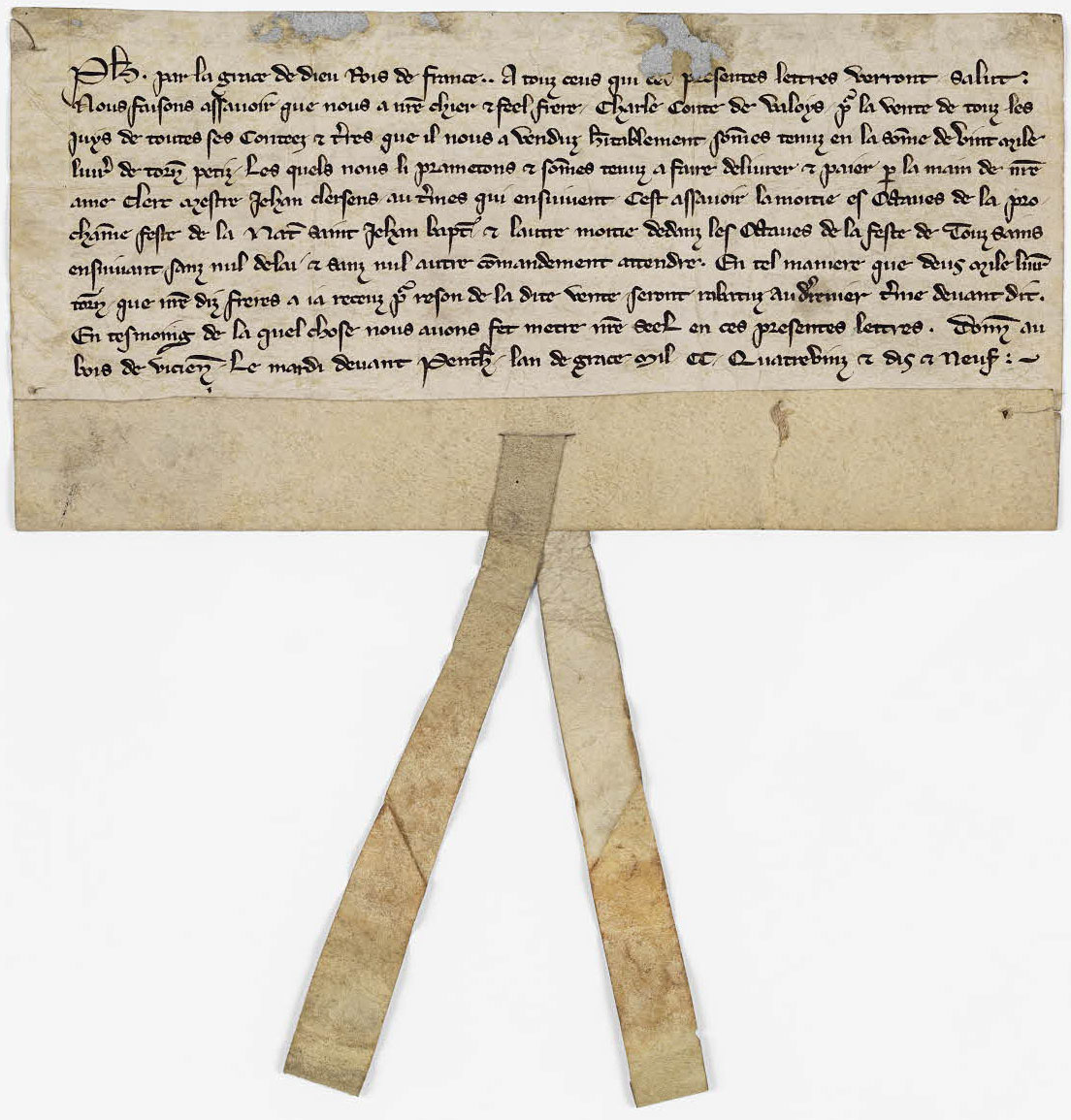
Lettre de Philippe le Bel par laquelle il reconnaît devoir à son frère Charles de Valois 20000 £t pour les Juifs de tous ses comtés qu’il a vendus, 2 juin 1299.

Fin 1299, les trêves successives signées avec la Flandre s'apprêtent à prendre fin, et Philippe le Bel souhaite une reprise des hostilités. Nommé lieutenant du roi et commandant en chef, Charles de Valois prend la tête de l'armée royale à Lens début janvier 1300.
Il reçoit la soumission de Douai dès le 6 janvier, et arrive sans encombre à Bruges, ville pro-française, le 16 janvier. Il envoie deux armées assiéger Damme et Ypres, tandis que lui-même se dirige vers Gand où se sont réfugiés le comte Gui de Dampierre et son fils Robert de Béthune. Il ne réussit pas à prendre la ville, mais brûle les campagnes alentour tandis que le port de Damme, réputé imprenable, tombe aux mains des Français en avril, suivi par presque toute la province.
Enfermé dans Gand, sa dernière place forte, Gui de Dampierre est contraint de se rendre. Le 8 mai, Charles reçoit sa soumission à Aardenburg. Ses conditions sont douces, ce qui encourage les dernières cités résistantes Audenarde et Ypres à se rendre.
Charles de Valois rentre à Paris le 24 mai accompagné de ses prisonniers que sont le comte de Flandre, Robert de Béthune et d'autres grands seigneurs flamands.

### L'expédition italienne

#### Catherine de Courtenay et le trône de Constantinople
En 1300, deux grandes opportunités s'offrent à Charles de Valois. Veuf depuis la mort de Marguerite d'Anjou l'année précédente, Charles se cherche une nouvelle épouse et trouve un excellent parti en la personne de Catherine de Courtenay, héritière en titre de l'Empire latin de Constantinople en tant que petite-fille du dernier empereur latin Baudouin II de Courtenay. Certes, les droits de Catherine sont faibles puisque l'empire est passé aux mains des Grecs depuis la prise de Constantinople par Michel VIII Paléologue en 1261, mais ces prétentions peuvent servir à justifier des expéditions en Méditerranée orientale. L'affaire se conclut rapidement entre Charles et Catherine, malgré le droit de regard du roi de Naples. Toutefois, le comte a besoin pour se remarier de dispenses pontificales que le pape Boniface VIII marchande.

#### Le vicaire pontifical
Le souverain pontife cherche en effet à pacifier ses États ainsi qu'à chasser les Aragonais de l'île de Sicile. Boniface VIII propose au comte de Valois de reconquérir l'île au profit du roi de Naples Charles II d'Anjou, son cousin et ancien beau-père. Ce projet avait en fait été envisagé dès 1298. En échange d'une décime et d'autres garanties financières, Charles accepte de se rendre en Italie. Les négociations entre le pontife et Charles de Valois sur les conditions de l'expédition durent près d'un an. Le mariage avec Catherine de Courtenay est célébré le 28 janvier 1301. De plus, Philippe le Bel, peu enclin aux expéditions lointaines, est inquiet du départ de son frère et exige son retour immédiat au cas où le royaume de France serait en danger. Il n'est donc pas question pour Charles d'aller reconquérir Constantinople.
Le nouvel empereur de Constantinople quitte Paris en avril 1301 et s'attarde en route, d'abord en Savoie puis chez le marquis Azzo VIII d'Este. Ce n'est que le 3 septembre qu'il rencontre le pape à Anagni. Boniface VIII le nomme capitaine général de l’Église et recteur dans les territoires du Saint-Siège. Il lui accorde en outre le titre paciarius, pour inviter le comte à régler les dissensions qui existent en Toscane.

#### Passage à Florence

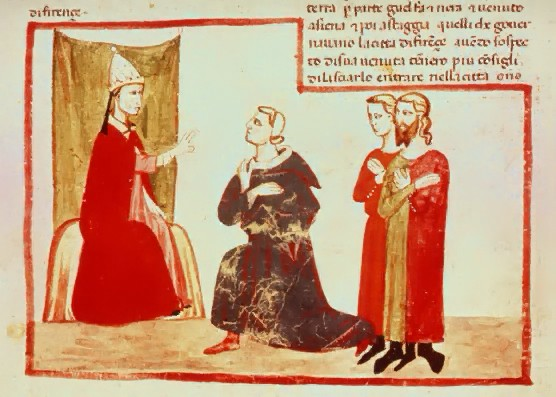
Boniface VIII recevant le comte de Valois et une délégation guelfe.
Miniature de l'École florentine, 1301.

Le comte de Valois n'est absolument pas au fait des subtilités et des imbroglios de la politique italienne. Mal conseillé et passablement cupide, il ne va cesser de se vendre au plus offrant. Florence est au début du XIVe siècle une ville guelfe, résolument hostile au pouvoir impérial mais aussi relativement méfiante envers la tutelle pontificale. Toutefois, les guelfes se divisent à partir de 1301 en deux partis : les Blancs, favorables à une entente avec les Gibelins et farouchement indépendantistes, et les Noirs  partisans de relations étroites avec le Saint-Siège. Lorsque Charles de Valois arrive à Sienne dans le but de négocier avec les Florentins, la ville s'est dotée d'un gouvernement guelfe modéré.
Charles commet une première erreur en se liant avec le chef des guelfes noirs Corso Donati, qui achète soixante-dix mille florins l'appui du prince français. Déjà le comte de Valois apparaît aux yeux des Florentins comme l'instrument de la vengeance des guelfes noirs. Le jour de la Toussaint, après avoir juré de respecter les coutumes de la cité, il fait une entrée solennelle dans Florence.
Quatre jours plus tard, Donati et les Noirs réalisent un véritable coup d'État en s'emparant du gouvernement de la cité. Ils massacrent les Gibelins et pillent la ville tandis que Charles de Valois se contente de cacher chez lui les chefs des Blancs. Le 8 novembre, un gouvernement guelfe noir s'installe avec la bénédiction du vicaire pontifical. Ce nouveau régime bannit de nombreux citoyens gibelins ou blancs et fait raser leurs maisons. Parmi ces exilés se trouve Dante Alighieri qui fait apparaître quelques années plus tard les princes capétiens dans sa Divine Comédie. Dépassé par les événements et corrompu par la plupart des clans florentins, Charles de Valois altère gravement par sa conduite la réputation française en Italie. En vain, Boniface VIII lui enjoint-il d'intervenir pour modérer la tyrannie des extrêmes du parti guelfe.

#### La campagne de Sicile (1302)
Il reste cependant au comte de Valois à reconquérir la Sicile. Il quitte Florence le 12 avril 1302 pour rejoindre Naples avant de se diriger en mai vers le sud. La situation angevine est alors difficile, Charles II d'Anjou ayant dû lever le siège de Messine. Le 9 mai, Charles est nommé par son cousin d'Anjou capitaine général en Sicile. Il reçoit le pouvoir de traiter avec son ennemi Frédéric III d'Aragon à condition de se conformer aux désirs angevins. De plus, il se voit adjoindre à la tête des troupes le fils de Charles d'Anjou, le duc de Calabre.
À la tête de 3 000 cavaliers et 20 000 hommes de pied, il s'embarque pour la Sicile et prend aussitôt Termini le 29 mai. Toutefois, les deux commandants Valois et Calabre s'entendent mal et des rixes éclatent entre leurs hommes. Après quelques pillages, Charles met le siège successivement devant les petites villes de Coriglione et Sciacca. La première se révèle imprenable, la seconde ne se rend qu'au bout de quarante-trois jours. Au cœur de l'été, la guerre s'enlise. Les Aragonais mènent une sorte de guérilla, se contentant de défendre les châteaux et d'attaquer les convois de ravitaillement angevins. Ceci sans grand succès.

#### Une paix critiquée
Frédéric III songe à demander la paix tandis que la situation du comte de Valois vis-à-vis du pape devient intenable. En effet, Philippe le Bel vient de réunir un concile afin de condamner le pape après la bulle Unam Sanctam. Mais surtout le désastre de Courtrai a grandement compromis la situation française en Flandre, et le roi a plus que jamais besoin d'avoir son frère à ses côtés.
Valois ne peut donc dans ces circonstances rester le soldat du pape. Sans en référer ni à Charles d'Anjou ni au duc de Calabre, il entame alors des négociations avec Frédéric III. Les deux hommes se rencontrent à Caltabellotta et y signent la paix le 31 août. À l'issue de ce traité, l'Aragonais garde la Sicile en viager, l'île devant revenir à sa mort à Charles II.
Au retour, le comte de Valois repasse par Rome où Boniface VIII l'accueille plutôt chaleureusement, tout en refusant de ratifier la paix. Il croise dans la cité papale l'ambassade française envoyée par son frère et tente d'arrondir les angles avec le souverain pontife.
Le chroniqueur Giovanni Villani a ainsi résumé l'aventure italienne de Charles de Valois : « Charles était venu en Toscane pour faire la paix, et il la laissa en guerre. Il alla en Sicile faire la guerre et y fit une paix honteuse ». Durant son séjour, il reçoit d'énormes sommes d'argent de la part de nombreux princes et factions, ce qui ne l'empêche pas d'être endetté à son retour en France.

### Retour en Flandre

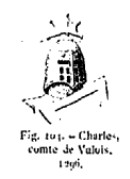
Costume à l'époque de Charles de Valois.

Dès son retour d'Italie, Charles de Valois reçoit de son frère la mission de venger la déroute de Courtrai. Il est chargé de réunir l'armée à Amiens pour mai 1303, mais les seigneurs répondent très lentement à l'appel de Philippe IV et l'ost ne fut réuni que le 9 août. Cependant, les difficultés financières de la monarchie sont alors dramatiques et l'armée ne peut pas se mettre en mouvement. Pire encore, les bourgeois d'Arras se soulèvent, prenant en otage le connétable de Châtillon et le maréchal Miles de Noyers. Charles de Valois tente de parlementer avec les rebelles, mais il n'obtient pas de succès. Finalement, le frère du roi parvient en septembre à faire une incursion jusqu'à Bailleul, lorsque des trêves sont signées entre Français et Flamands.
Lors de l'hiver 1303-1304, Charles accompagne son frère dans son voyage en Midi afin de convaincre ses sujets de lui octroyer des subsides. Au printemps, il séjourne en Normandie, toujours afin de lever des fonds.
La guerre franco-flamande reprend en avril 1304. Philippe IV commandant en personne, le comte de Valois n'occupe dans cette campagne qu'une position subalterne. Le 17 août, il joue un rôle notable dans la victoire de Mons-en-Pévèle. Il commande l'un des contingents de l'armée royale et vient à la rescousse de son frère alors que ce dernier est très menacé par les Flamands. Après la bataille, Charles participe au siège de Lille. C'est devant cette cité qu'une béguine est arrêtée pour avoir tenté de l'empoisonner sur ordre des Flamands. En septembre, il joue un rôle dans la signature de la trêve. Peu après, pour sceller l'alliance entre la France et le comté de Hainaut, qui est resté fidèle au roi, Charles marie sa fille Jeanne à Guillaume d'Avesnes, fils aîné du comte Jean de Hainaut. En 1305 est finalement signé le traité d'Athis-sur-Orge qui permet à Philippe le Bel d'annexer Lille, Béthune et Douai.

### À la poursuite d'une couronne

#### La tentative sur Constantinople
À partir de 1305, le comte de Valois commence à mettre sur pied une expédition pour reconquérir l'empire de Constantinople sur lequel Catherine de Courtenay a des droits (voir supra). Il peut pour cela compter sur l'appui du nouveau pape Clément V qui lui accorde de larges subsides. Tout en se ménageant l'appui de Charles de Sicile, il fait signer par Thibaut de Chepoix avec Venise un traité d'alliance le 19 décembre 1306. En échange d'avantages commerciaux accordés par Philippe IV, les Vénitiens acceptent de fournir la flotte nécessaire à Charles.
Les années 1307 et 1308 sont marquées par d'intenses négociations avec des alliés potentiels, tel que Frédéric II de Sicile (qui lui propose les services de la Compagnie catalane) ou même le roi Léon IV d'Arménie. En avril 1307, à la suite d'une entrevue à Poitiers, il obtient des décimes de la part de Clément V.
En 1308, il scelle une alliance avec le roi de Serbie et commence à envoyer ses premières troupes en Orient, sous le commandement de Thibaut de Chepoy.
Mais la tentative échoue. En Grèce, la Compagnie Catalane refuse de se mettre au service des Français, les négociations avec les Aragonais échouent, et Catherine de Courtenay meurt soudainement le 12 octobre 1307 ; enfin, Philippe IV utilise les décimes pour éponger les dettes royales. L'expédition de Thibaut de Chepoy se solde par un échec. Désormais, l'attention de Charles de Valois se portera vers le trône du Saint-Empire.

#### La candidature à la couronne impériale (1308)

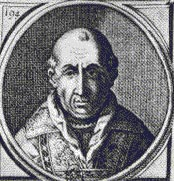
Clément V.

Charles se remet à convoiter une nouvelle couronne quand l'empereur Albert de Habsbourg meurt assassiné le 1er mai 1308. Son frère l'y encourage car il ne souhaite pas prendre lui-même le risque d'un échec. Philippe pense en effet qu'un homme de paille sur le trône impérial serait une bonne chose pour la France. Dès juin 1308, il envoie en Allemagne trois ambassadeurs auprès des princes électeurs, puis leur écrit pour recommander son frère.
Le pape Clément V soutient officiellement cette candidature mais, las de la tutelle que lui fait subir Philippe le Bel, il a peut-être favorisé en sous-main la candidature d'Henri de Luxembourg. Les électeurs sont quant à eux très partagés. Les princes ecclésiastiques comme l'archevêque de Trêves Baudouin de Luxembourg, frère de Henri, sont a priori favorables au comte de Valois. En revanche, les princes laïcs ne veulent pas subir la domination d'un empereur trop puissant, que ce soit un Capétien ou un Habsbourg. Après une deuxième entrevue avec le pape à Poitiers, Philippe IV et Charles de Valois croient l'affaire en bonne voie.
Mais cette entreprise avorte complètement à la fin de 1308. L'archevêque de Cologne et l'évêque de Mayence, envers lesquels de sérieuses avances ont été effectuées, ne répondent que par de bonnes paroles. Surtout, Henri de Luxembourg fait des concessions politiques auprès des princes qui se rallient à sa cause. Le revirement de l'archevêque de Trêves en sa faveur fait le reste. Henri est élu roi des Romains le 27 novembre 1308.

#### Abandon du trône de Constantinople
Catherine de Courtenay lui ayant cédé ses droits sur le trône de Constantinople, la mort de celle-ci ne rend absolument pas caduques les revendications de Valois sur cet empire. Cependant, remarié depuis juillet 1308 avec Mahaut de Châtillon, le comte cherche à se débarrasser de cette couronne devenue encombrante. Cette dernière revient à Catherine, fille aînée de Charles et de feu Catherine de Courtenay. Celle-ci n'étant qu'une enfant, le comte de Valois s'échine à lui trouver un mari capable de le décharger de cette responsabilité.
Catherine est déjà fiancée au duc Hugues V de Bourgogne, mais celui-ci n'a que quatorze ans et semble peu en mesure de mener une expédition en Orient. Charles jette alors son dévolu sur un des fils de Charles II d'Anjou-Sicile, Philippe, prince de Tarente. Il envoie au roi de Sicile une ambassade dirigée par son fidèle conseiller Guillaume du Perche tandis qu'il apprend l'échec de l'expédition de Thibaut de Chepoy.
L'affaire traîne en longueur. Les conventions signées avec le duc de Bourgogne n'étant pas rompues, Clément V refuse en 1310 d'accorder les dispenses nécessaires. Il faut attendre le 6 avril 1312 pour que Philippe IV annule les dispositions conclues entre Valois et Bourgogne. Clément V se montre ensuite plus accommodant, accorde les dispenses, et le mariage entre Philippe de Tarente et Catherine de Valois est célébré à Fontainebleau en juillet 1313. En échange d'un douaire, Philippe reçoit les droits de sa femme sur Constantinople qu'il se charge de reconquérir.
Après avoir réglé ses comptes avec les Vénitiens, Charles doit encore payer d'énormes frais d'expédition. Cependant, du fait des nombreux subsides papaux reçus, il tire de cette aventure ratée un substantiel bénéfice financier.

### La fin du règne de Philippe le Bel

#### Le procès des Templiers
Le comte de Valois assiste passivement à l'une des grandes affaires des dernières années du règne de son frère, à savoir le procès des Templiers. Dans le même temps, du fait de ses bonnes relations avec Clément V, il convainc Philippe IV de mettre un terme au procès de feu Boniface VIII. Toutefois, en échange, le pape condamne et supprime l'ordre du Temple à l'issue du concile de Vienne. Charles a sans doute été soulagé de la chute des Templiers, auxquels il devait de l'argent. Néanmoins, il se prétend créancier du Temple et obtient du roi près d'un neuvième des biens de l'ordre déchu, soit une somme considérable.

#### L'expédition contre Lyon (1310)
Valois dirige en 1310 l'expédition royale menée contre Lyon et son archevêque Pierre IV de Savoie. Ce dernier accepte mal la tutelle qu'entend exercer le roi de France sur la cité des Gaules et a suscité une émeute populaire contre les agents du roi. Charles, accompagné de son neveu Louis de Navarre, prend facilement la ville en passant par la Saône, grâce à un pont de bois bâti en quelques jours.
Philippe le Bel fait son entrée solennelle dans la ville l'année suivante. En 1312, le concile de Vienne reconnaît le rattachement de Lyon au royaume de France.

#### Les affaires flamandes et le conflit avec Marigny
En 1308, Charles de Valois revendique le comté de Namur au nom de ses filles, en tant qu'époux de Catherine de Courtenay, descendante de Baudouin II de Courtenay, marquis de Namur. Mais pour une fois, Philippe le Bel ne soutient pas son frère et tranche en faveur du comte Jean Ier de Namur, qui peut garder son fief.
Le comte joue toujours un rôle clé dans la politique flamande de son frère et de son principal ministre Enguerrand de Marigny. Afin de sceller l'entente entre le roi et Louis de Nevers, l'héritier pro-français du comté de Flandre, Charles propose de marier sa propre fille Isabelle avec Louis de Crécy, fils aîné de celui-ci. Nevers accepte mais se retourne contre Philippe IV, qui finit par l'emprisonner. Cette trahison brise l'accord signé entre Charles et Louis.
Pour sauvegarder la paix d'Athis, Valois dirige en 1311 l'ambassade royale aux conférences de Tournai avec les Flamands ; il s'y brouille avec le coadjuteur Enguerrand de Marigny, qui l'éclipse ouvertement. Le frère du roi ne pardonne pas l'affront et devient un adversaire résolu du ministre.
En 1313, le comte de Flandre Robert de Dampierre se révolte à nouveau et Philippe IV monte une expédition contre lui. Charles de Valois, assisté par son neveu et filleul Charles de France, est chargé de diriger le quatrième corps de l'ost, stationné à Tournai. Cependant, Marigny parvient à convaincre le roi de négocier avec les Flamands, à la grande fureur de Valois et de Louis de Navarre, persuadés que la monarchie tient là une excellente occasion de châtier définitivement les rebelles. Par la suite, Charles n'est pas le dernier à accuser le coadjuteur d'avoir vendu la paix et de s'être par là rendu coupable de trahison.

#### Activités intérieures et diplomatiques
Charles de Valois mène au cours des dernières années du règne de son frère plusieurs ambassades. Le 24 février 1308, il assiste en compagnie de son demi-frère Louis d'Évreux au couronnement de sa nièce Isabelle, sacrée reine d'Angleterre après avoir épousé le nouveau roi Édouard II.
En France, il assiste aux États généraux et acquiert des marques de gratitude supplémentaires de la part du roi. En juillet 1312, il reçoit le droit d'amortissement que la monarchie essaie pourtant de réduire. Un an plus tard, il bénéficie du droit de battre monnaie. Toujours en 1313, il est au centre des fêtes splendides données à Paris pour préparer une prétendue croisade.
En 1314, il fait partie du tribunal chargé de juger les responsables de l'affaire de la tour de Nesle, les frères Gauthier et Philippe d'Aunay et les brus du roi. Son frère Philippe IV s'éteint le 29 novembre 1314, après avoir peut-être recommandé à ses fils de prendre conseil auprès de leur oncle Valois.

## Le mentor de Louis le Hutin

### Prise du pouvoir et chute de Marigny

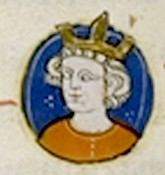
Louis X,
gravure du XIVe siècle par Bernard Gui.

La mort de Philippe le Bel et l'avènement de Louis X permettent au comte de Valois d'occuper le premier rôle sur le plan politique. Très influent sur l'esprit de son neveu, il joue un rôle crucial dans le gouvernement royal au cours du règne de celui-ci. Son propre chancelier Étienne de Mornay devient ainsi chancelier de France. Il est l'un des principaux artisans du mariage de Louis X avec Clémence de Hongrie, issue de la maison d'Anjou de laquelle il est proche.
Très irrité par la faveur dont jouissait Marigny sous le règne de Philippe IV, Charles de  Valois entreprend de le faire condamner. Dès son avènement, Louis X retire au coadjuteur la gestion du Trésor royal et nomme une commission chargée d'examiner sa gestion des comptes. Cette commission, malgré les efforts de Charles, donne quitus au favori le 24 janvier 1315. Mais au mois de mars, à la suite d'une violente altercation entre Charles de Valois et Enguerrand de Marigny, ce dernier est arrêté et jugé non seulement pour malversations, mais aussi pour sorcellerie. Marigny est condamné à mort et exécuté le 30 avril. Charles de Valois récupère certaines dépouilles du défunt, notamment la terre Champrond. Il fait aussi emprisonner d'autres anciens ministres de son frère, tels que Pierre de Latilly ou Raoul de Presles.

### Les ligues de 1314-1315
Louis X et Charles de Valois font surtout face au cours de leur passage au pouvoir aux ligues nobiliaires qui s'étaient établies dans plusieurs provinces dès les dernières semaines du règne de Philippe IV. Contrairement à une idée répandue, il n'a pas encouragé cette « réaction féodale » et a tenté d'en limiter la portée, se faisant ainsi le parfait auxiliaire de la monarchie.
Lui-même est victime d'une ligue baronniale au sein de son comté d'Anjou, tandis que son fils Philippe voit se rebeller ses vassaux du Maine. Ces ligues s'opposent aux abus des agents du pouvoir comtal dont l'organisation s'inspire largement de celle de l'administration royale. Ce n'est qu'en 1317 que Charles et Philippe de Valois viennent définitivement à bout de ces oppositions.
Ainsi, si Charles de Valois, qui a toujours eu la confiance de son frère, s'en est pris aux ministres de celui-ci, c'est par ressentiment personnel, non dans le but d'affaiblir la royauté.
Charles est aussi probablement à l'origine de l'affranchissement des serfs du domaine royal décidé par Louis X le Hutin. Lui-même avait déjà pris cette mesure envers les serfs de son comté de Valois en 1311. Enfin, en septembre 1315, il accompagne son neveu au cours d'une nouvelle campagne en Flandre qui se termine par une retraite forcée due aux intempéries désastreuses.

## La crise de succession de 1316

### Lutte pour la régence
Louis X meurt subitement le 5 juin 1316 à Vincennes. Il laisse une fille, Jeanne, soupçonnée de bâtardise du fait de la conduite scandaleuse de sa mère Marguerite de Bourgogne, et une seconde épouse enceinte. En attendant l'accouchement de la reine Clémence, il se pose la question de la régence. Charles de Valois, qui est l'aîné de la famille capétienne et qui a exercé la réalité du pouvoir sous le règne précédent, peut prétendre à cette charge. Mais il est rapidement devancé par son neveu Philippe de Poitiers, frère cadet de Louis X. Celui-ci se trouve alors à Lyon où il assiste au conclave. Prévenu très rapidement de la disparition de son aîné, il se considère immédiatement comme régent.
D'après quelques chroniques, tandis qu'il part pour Paris, le comte de Poitiers aurait croisé sur sa route son oncle Charles de Valois, son frère Charles de La Marche et le comte Guy IV de Saint-Pol, venus lui demander de renoncer à la régence au profit de son oncle. Philippe aurait rassuré ces derniers par quelques bonnes paroles et se serait enfui la nuit tombée vers la capitale. Là, il aurait trouvé le palais de la Cité occupé par des hommes d'armes de Valois et de La Marche. Selon ces chroniques, il demande au connétable Gaucher de Châtillon de dégager la place avant de pénétrer dans le palais.
En réalité, il ne semble pas impossible que les comtes de Valois, de La Marche et d'Évreux aient exercé de fait une sorte de régence à Paris en attendant le retour de Lyon du comte de Poitiers, avec l'intention de lui remettre le pouvoir.
Poitiers possède cependant un sérieux rival dans l'exercice de la régence en la personne du duc Eudes IV de Bourgogne, tuteur des enfants de Clémence de Hongrie et surtout oncle de la petite Jeanne de Navarre, la fille de feu Louis le Hutin. Bien qu'il n'ait aucun grief contre Eudes, Charles de Valois reste fidèle à son neveu, probablement dans l'espoir d'avantages matériels substantiels.

### Avènement dePhilippeV
Le 15 novembre 1316, Clémence de Hongrie met au monde le petit Jean Ier, qui meurt au bout de cinq jours. Le comte de Poitiers, faisant fi des droits de sa nièce Jeanne, se proclame alors roi sous le nom de Philippe V et fixe son sacre à Reims pour le 6 janvier 1317. L'attitude du comte de Valois est à cet instant ambiguë. Philippe étant contesté par de nombreux vassaux, au premier rang desquels se trouvent son propre frère Charles de la Marche et le duc de Bourgogne, son soutien lui est indispensable. Charles est donc tenté de marchander cet appui afin d'éponger ses dettes.
Philippe accède probablement aux demandes de son oncle qui assiste donc à son sacre le 9 janvier. Il y est l'un des deux seuls pairs laïcs présents. Son propre fils Philippe de Valois, comte du Maine, s'est quant à lui enfui de la ville de Reims en compagnie du comte de La Marche et boude la cérémonie.

## Le règne dePhilippeV

### Un rôle politique désormais secondaire
Sous Philippe V, le comte de Valois retrouve en quelque sorte la place qui était la sienne sous le règne de son frère : celle d'un prince influent et respecté, mais n'ayant pas de prise directe sur le gouvernement royal. En 1317, le pape Jean XXII lui enjoint de rétablir la concorde au sein de la famille royale, notamment en réconciliant le roi avec son frère cadet Charles de La Marche, ce qui est chose faite en juin. Tout au long de cette année, le souverain pontife n'a de cesse d'appeler Philippe V et Valois à s'entendre pour le bien du royaume, preuve que l'oncle du roi n'est probablement pas satisfait de sa légère mise à l'écart.

### Affaires matrimoniales: Flandre et Artois
Toujours en 1317, un sérieux différend l'oppose à son demi-frère Louis d'Évreux. Celui-ci avait en effet conclu un accord pour marier une de ses filles avec Louis de Crécy, fils aîné de Louis de Nevers. Or cette année-là, Charles reprend son précédent projet de marier une de ses filles avec ce même Louis de Crécy. Louis de Nevers accepte finalement la proposition de Valois. Furieux, Évreux se plaint à son neveu Philippe V qui parvient à trouver une solution. Il accorde la paix au comte de Nevers, lui rend tous ses biens et finalement marie sa propre fille Marguerite avec Louis de Crécy.
Pour satisfaire Évreux, il donne en mariage à son fils aîné Philippe la convoitée Jeanne de Navarre, fille de Louis X. Charles de Valois se retrouve donc complètement joué, et il faut attendre 1320 pour le voir consentir à abandonner son projet.
Après l'échec du coup de main de Robert d'Artois sur la province éponyme en 1316, le comté avait été placé sous séquestre entre les mains de Charles de Valois et de Louis d'Évreux, en attendant d'être restitué à sa propriétaire légitime Mahaut d'Artois. Toutefois, l'agitation des nobles artésiens ne cesse pas et tout au long de l'année 1317, Charles aide son neveu à en venir à bout, conformément à la politique qu'il a menée sous Louis X. En 1318, le Parlement se prononce en faveur de Mahaut qui récupère donc l'Artois. Son neveu Robert accepte de se soumettre et en échange, épouse Jeanne de Valois, une des filles de Charles.

### Les faveurs papales et royales

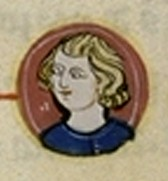
Afin de remédier à ses sempiternels soucis financiers, le comte de Valois marchanda son soutien à son neveu, l'habile le Long.

Jusqu'à la fin de sa vie, Charles de Valois entretient des relations privilégiées avec Jean XXII, qui le sollicite pour une foule de petites affaires et le recommande pour arbitrer des conflits entre les princes étrangers. En échange, le pape lui accorde des annates et implore en 1320 le roi Philippe d'éponger ses dettes, toujours aussi importantes. Philippe le Long s'empresse de donner satisfaction à son oncle afin d'éviter de se le mettre à dos. Son entourage profite aussi de la faveur royale : Philippe V dote richement sa fille Marie de Valois pour son mariage avec Charles de Calabre, son trésorier Jean Billouart est anobli, son chancelier Jean de Cherchemont devient chancelier de France en 1321.
Philippe V aide également son oncle dans ses problèmes monétaires. Possédant de son frère Philippe IV le droit de battre monnaie, Charles de Valois a fait circuler ses pièces jusqu'à Paris. Néanmoins, le roi se trouve en devoir de réprimer les abus des monnaies seigneuriales. Valois se retrouve par conséquent à court d'argent et menacé de procès, mais son neveu vient à sa rescousse en rachetant son droit de monnayage sur Chartres et Angers, puis le libère de toutes les contraventions encourues.
Finalement, Charles de Valois n'a fait que très peu d'opposition au gouvernement de son neveu et se voit largement récompensé pour sa fidélité, certes intéressée. Il est alors le premier prince du royaume derrière le roi, avant même l'héritier présomptif Charles de La Marche. En 1321, alors que Philippe V se meurt, son prestige en France et en Occident est immense.

## Retour au pouvoir sousCharlesIV

### Une influence considérable
Philippe V meurt le 3 janvier 1322, laissant la couronne à son frère cadet Charles de La Marche, qui devient Charles IV. Charles de Valois exerce sur son neveu et filleul la même influence dont il jouissait sous Louis X, ce qui lui permet de revenir au pouvoir. Il place de nouveau ses familiers au Conseil : Jean Billouart devient Trésorier, Jean de Cherchemont, un temps écarté de la chancellerie, récupère son poste dès 1323. Jean du Chastelier, conseiller auprès de sa chambre des comptes, devient maître lais de la Grand'chambre du Parlement. Tous ces personnages forment ce que Raymond Cazelles nomme l'« équipe de Charles de Valois », conseillers importants que l'on retrouve plus tard dans l'entourage de Philippe VI.

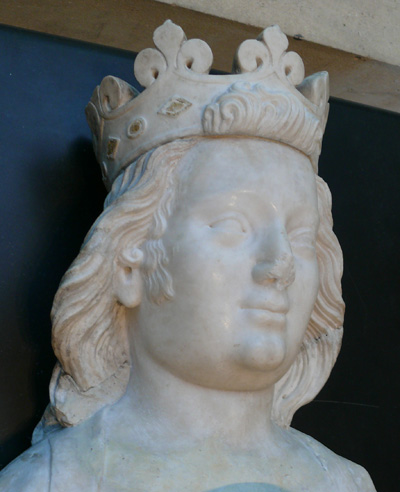
Charles IV le Bel fut toujours très proche et très influencé par son oncle et parrain Charles de Valois.
XIVe siècle, musée du Louvre.

Le comte et sa famille sont comblés de faveurs par le roi. Son fils aîné Philippe est un ami proche du roi qui l'accompagne dans bien des déplacements.
Charles de Valois joue un rôle crucial dans l'annulation du mariage de Charles le Bel avec Blanche de Bourgogne. Il est en effet le parrain des deux mariés, ce qui lui permet de déposer devant les enquêteurs que ceux-ci n'avaient pas l'âge légal requis lors de leur union en 1308. Il intervient en personne auprès de Jean XXII pour faire annuler le mariage, qui est dissous le 19 mai 1322.
Preuve de son autorité, Jean XXII continue de l'entretenir de toutes sortes d'affaires plus ou moins importantes touchant à la royauté. Il lui envoie notamment le double de ses lettres au roi. Le comte a aussi une intense activité diplomatique : il travaille à maintenir de bonnes relations entre la France, le royaume de Majorque et l'Aragon et se mêle de diverses affaires italiennes.

### Une nouvelle croisade?
En janvier 1323, une assemblée regroupant des princes tels que Charles de Valois se réunit à Paris afin de projeter une nouvelle croisade. Sont reçus à l'occasion les envoyés du roi d'Arménie et de l'empereur Andronic II Paléologue, ce dernier souhaitant unir Latins et Grecs contre la menace turque.
Charles IV et son oncle envoient une première ambassade à Jean XXII dirigée par Étienne de Mornay, mais le pape reste évasif quant à un éventuel soutien financier. Plus tard dans l'année 1323, Valois envoie une deuxième ambassade conduite par Bouchard de Montmorency. Charles met sa personne, ses enfants et ses biens à la disposition du pape pour prendre la Croix, mais réclame en échange un important subside afin d'armer 8000 chevaliers et 30 000 hommes de pied. Le départ de l'expédition est fixé pour 1325, pour une durée de cinq ans. En mai 1323, Valois reçoit la réponse de Jean XXII. Le pape lui propose entre autres deux décimes, l'armement de douze galères, une décime par an durant l'expédition, et l'appui de Venise et Gênes. Charles IV et Charles de Valois trouvent ces offres insuffisantes et laissent à Jean XXII l'initiative d'offres financières plus élevées, arguant que la France ne peut pas soutenir à elle seule cette entreprise intéressant toute la chrétienté.
Finalement, l'affaire n'aboutit pas et le comte de Valois se désintéresse ensuite définitivement des affaires orientales.

### La couronne d'Arles
En 1324, le roi Jean de Bohême, beau-frère de Charles IV, se cherche des alliés dans le but de succéder à Louis de Bavière sur le trône du Saint-Empire. Afin de se concilier le comte de Valois, il lui propose de reconstituer en sa faveur le royaume d'Arles et de Vienne. Cette idée séduit Valois, mais la royauté française ne peut alors se permettre de voir un nouveau royaume émerger à ses frontières. De plus, ni le dauphin du Viennois ni le comte de Savoie ne veulent tolérer un voisin si puissant, et l'affaire n'a pas de suite.

### La guerre de Saint-Sardos

#### Échec du projet de mariage anglais
Les relations entre la France de Charles le Bel et l'Angleterre d'Édouard II sont d'abord très cordiales. En 1323, Charles de Valois propose au roi d'Angleterre de marier sa fille Marie avec le prince héritier Édouard de Chester. Charles envoie une ambassade à Londres qui se montre si complaisante avec Édouard II qu'elle accepte de le suivre lors d'une campagne contre les Écossais, et finit par tomber entre les mains de ceux-ci.
Édouard reporte sa décision lorsque son ancien opposant Roger Mortimer s'évade le 1er août 1323 de la tour de Londres pour venir se réfugier en France. Peu après, le roi d'Angleterre envoie une ambassade auprès de Charles IV et du comte de Valois. Il réclame la livraison de Mortimer mais le roi de France refuse. L'Anglais décide alors de prétexter un degré de parenté trop élevé pour annuler le mariage entre son fils et Marie de Valois. Quant au roi de France, il rappelle à Édouard qu'il n'a toujours pas prêté hommage pour son duché de Guyenne.

#### Incident de Saint-Sardos
On en est là lorsque la situation s'envenime franchement en octobre 1323  avec l'affaire de la bastide de Saint-Sardos. Ce village agenais se trouve alors dans une situation complexe. Bien que situé sur les terres du duché de Guyenne, donc du roi d'Angleterre, il appartient au prieur de Sarlat, dépendant du roi de France. Le sire de Montpezat, seigneur gascon donc vassal d'Édouard, construit sur le site une bastide, mais le Parlement de Paris proclame que celle-ci se trouve sur les terres du royaume de France. Montpezat réplique en chassant les soldats français qui se sont installés dans la place et fait pendre l'officier royal qui les commandait. Furieux, Charles IV demande réparation au roi d'Angleterre et le somme de lui prêter hommage. Comme le Plantagenêt tergiverse, la guerre devient inévitable. Jean XXII demande au comte de Valois de s'entremettre afin de maintenir la paix, sans résultat. La guerre éclate en juillet 1324.

#### La campagne de Guyenne
Le roi confie à Charles de Valois la tête d'une forte expédition chargée de mettre au pas la Gascogne. L'oncle du roi combat aux côtés des plus hauts princes du royaume : Philippe d'Évreux, Robert d'Artois, Louis de Clermont, le vieux connétable Gaucher de Châtillon, Miles de Noyers et enfin son propre fils Charles. Pour lui faire face, le roi d'Angleterre a dépêché son frère Edmond de Kent.
Nommé lieutenant général du roi, Valois s'avance vers le sud. Il est à Dourdan le 19 juillet 1324, à Cahors le 8 août. Il exige la reddition d'Agen qui obtempère le 15 août. Il s'empare ensuite de Pont-Sainte-Marie et d'autres bourgs mais échoue devant Saint-Sever et Puymirol.
Finalement, l'ost arrive devant La Réole le 25 août et met le siège devant la puissante forteresse. C'est à cette occasion qu'est utilisée pour la première fois l'artillerie à poudre en Europe. Au début du siège, les Anglais effectuent une sortie qui coûte notamment la vie au comte de Boulogne. Après les avoir péniblement refoulés, Charles de Valois bloque la ville et l'encercle d'engins de siège et d'artillerie. Ce siège meurtrier dure cinq semaines avant qu'Edmond de Kent ne consente à se rendre. Le frère du roi d'Angleterre signe une trêve le 22 septembre. La ville est rendue le lendemain et des otages sont livrés aux Français. Édouard II a jusqu'à Noël pour signer cette trêve qui court jusqu'aux octaves de Pâques 1325.
Ces conditions sont jugées bien douces à Paris, d'autant plus que Valois a laissé Kent en liberté, le faisant même escorter jusqu'à Bordeaux par son fils Charles. L'expédition est cependant une réussite, puisque les Anglais ne possèdent plus alors en Gascogne que quelques places de faible importance. Valois renforce la forteresse de La Réole et y installe une garnison, tout en faisant raser le château de Montpezat dont le sire, responsable de la guerre, a eu la bonne idée de mourir peu avant. Le 11 décembre 1324, il est de retour à Paris.

#### Les négociations de paix
Édouard II ne s'en tient cependant pas pour dit et accuse Charles de Valois de l'avoir attaqué à l'improviste. Devant la mauvaise volonté du Plantagenêt, Charles IV convoque son oncle à Bergerac pour reprendre la campagne le 1er mai suivant.
Finalement, le roi d'Angleterre se montre conciliant et envoie son épouse Isabelle négocier la paix en France. Bien que la reine fasse scandale lors de son séjour en affichant ouvertement sa liaison avec Mortimer, les négociations se poursuivent tant bien que mal. Édouard propose une nouvelle alliance au comte de Valois. Cette fois, il offre en mariage sa fille Jeanne à Louis de Valois, dernier fils de Charles.
Cette union ne se concrétise pas, mais la paix entre la France et l'Angleterre est signée en mai 1325. La Guyenne est restituée à Édouard II, mais les officiers du duché seront désormais nommés par le roi de France. Édouard de Chester, titré duc d'Aquitaine par son père, se rend en France pour prêter hommage à Charles IV. L'arrivée dans le royaume du jeune duc va favoriser la future expédition organisée par la reine Isabelle et Mortimer pour renverser Édouard II. Mais Charles de Valois n'assistera pas à cette guerre civile anglaise.

## La mort
En août 1325, Charles de Valois est soudainement victime d'une paralysie de la moitié du corps ou d'une attaque de goutte. À 55 ans, sentant la mort venir, il est pris de remords pour avoir fait exécuter Marigny. Pensant au salut de son âme, il fait distribuer des aumônes aux pauvres de Paris, qui doivent « prier Dieu pour Monseigneur Enguerrand de Marigny et pour Monseigneur Charles de Valois. »
Le comte de Valois meurt le 16 décembre 1325, à Nogent-le-Roi. Ses obsèques sont célébrées superbement à Paris, en présence de Charles IV le Bel et de la famille royale. Son corps est inhumé chez les dominicains de la rue Saint-Jacques, et son cœur au couvent des frères mineurs de la capitale.
Sa mort précède de deux ans seulement celle de Charles IV. Son fils devient roi en 1328 sous le nom de Philippe VI, premier de la branche des Valois : une revanche posthume pour l'homme dont on a dit : « Fils de roi, frère de roi, oncle de trois rois, gendre de roi, gendre d'empereur, père de roi, mais jamais roi lui-même ».

## Unions et descendance
Charles de Valois est marié trois fois : 
1. le 16 août 1290 à Corbeil avec Marguerite d'Anjou (1273 † 1299), comtesse d'Anjou et du Maine, fille du roi de Naples Charles II d'Anjou et de Marie de Hongrie, dont il a :
  - Isabelle (1292 † 1309), mariée en février 1298 à Jean (1286 † 1341), futur duc de Bretagne, sans postérité,
  - Philippe (1293 † 1350), comte de Valois, qui devient roi de France (Philippe VI) en 1328 et fonde ainsi la dynastie des Valois,
  - Jeanne (vers 1294 † 1352), mariée en 1305 à Guillaume Ier d'Avesnes (vers 1286 † 1337), comte de Hainaut, dont huit enfants et postérité, notamment  Philippa de Hainaut reine d'Angleterre par son mariage avec Édouard III,
  - Marguerite (vers 1295 † 1342), mariée en 1310 à Guy de Châtillon († 1342), comte de Blois, d'où trois enfants, dont le Bienheureux Charles de Blois (1319-1364),
  - Charles II (1297 † 1346), comte d'Alençon, fonde la branche des ducs d'Alençon,
  - Catherine (1299 † 1300), sans postérité ;
2. le 28 février 1301 à Saint-Cloud avec Catherine de Courtenay (1274 † 1307), impératrice titulaire de Constantinople, qui lui donne :
  - Jean (1302 † 1308) comte de Chartres, sans postérité,
  - Catherine (1303 † 1346), impératrice titulaire de Constantinople, mariée en 1313 à Philippe Ier de Tarente (1278 † 1332),
  - Jeanne, (1304 † 1363), mariée en 1318 à Robert III d'Artois (1287 † 1342), et postérité,
  - Isabelle (1306 † 1349), abbesse de Fontevrault ;
3. en juillet 1308 à Poitiers avec Mahaut de Châtillon (1293 † 1358), fille de Guy IV de Châtillon, comte de Saint-Pol, dont il a :
  - Marie (1309-1328), mariée en mai 1324 à Charles de Calabre (1298 † 1328), d'où cinq enfants dont Jeanne Ire de Naples,
  - Isabelle (1313-1383), mariée en 1336 avec Pierre Ier de Bourbon (vers 1311 † 1356), parents de Jeanne de Bourbon, reine de France,
  - Blanche (1317-1348), mariée en mai 1329 à Charles IV (1316 † 1378), empereur germanique et frère de Bonne de Luxembourg, première épouse du roi Jean II le Bon. Blanche et Charles IV auront deux filles,
  - Louis (1318-1328), comte de Chartres, seigneur de Châteauneuf-en-Thymerais, sans descendance.

D’une relation avec Hélène de Brossard (née en 1250 à Nogent-le-Rotrou)[réf. souhaitée] :
- Marguerite de Brossard (1286-1352), épouse de Guillaume IV de Beaumont-Bressuire, seigneur de Glénay (~1270-1328) d’où postérité ;
- Antoine de Brossard (1289-1346), époux de Judith de Ponthieu. Ancêtres de Sébastien de Brossard ;
- Jeanne de Brossard (1290-).

D'une relation avec N. de Neuilly[réf. souhaitée] :
- Guillaume de Neuilly (~1300-?), seigneur de Neuilly, de Damigny, du Cercueil et de Lonray, d'où postérité.

## Dans la fiction
Charles de Valois est un des principaux personnages de la célèbre série de romans Les Rois maudits de Maurice Druon, dans laquelle il est dépeint comme un prince superbe, mais fat, démesurément ambitieux et cupide, dirigeant en tout ses neveux, les nigauds Louis le Hutin et Charles le Bel.
Deux téléfilms ont été réalisés d'après l'œuvre de Druon. Dans la première version de 1972, le comte est incarné par Jean Deschamps. Dans la seconde version de 2005, c'est Jacques Spiesser qui lui prête ses traits.
Charles de Valois est également l'un des personnages du film muet Buridan, le héros de la tour de Nesle (1923), de Pierre Marodon.